# Vraclav
Vraclav település Csehországban, az Ústí nad Orlicí-i járásban. Vraclav Vinary, Stradouň, Řepníky, Vysoké Mýto, Zámrsk és Radhošť településekkel határos. Lakosainak száma 768 fő (2024. január 1.).

## Népesség
A település lakosságának változását az alábbi diagram mutatja:
| Lakosok száma | 1350 | 1424 | 1372 | 1021 | 862  | 739  | 761  | 773  | 779  | 768  |
|               | 1869 | 1890 | 1921 | 1950 | 1980 | 2001 | 2017 | 2019 | 2022 | 2024 |